# 香蕉蛋糕
香蕉蛋糕（英語：Banana cake）是一個以香蕉和典型成分為主的蛋糕。它可以以各種方式準備，如千層糕、鬆餅和蛋糕等；在中国菜、印尼菜和越南菜中則發明了“蒸香蕉蛋糕”。

## 概述
香蕉蛋糕以香蕉和典型的蛋糕成分為主，如麵粉、糖霜、雞蛋、黄油、人造奶油、植物油和小蘇打粉等。香蕉可以使用食品加工機做成原漿或用攪拌機混合成麵糊或者切片香蕉裝飾，也能使用咖啡色或過度成熟的香蕉；味道可與巧克力、核桃和澳大利亚坚果組合。
香蕉蛋糕可加入糖霜或釉面 (烹飪技術)製備，也可烘烤或使用蒸籠蒸煮；也可包含如波本威士忌的酒精飲料；可用於千層蛋糕準備，其面糊可以用來準備香蕉玛芬和蛋糕。

## 延伸閱讀
- Shi, J.; Shahidi, F.; Ho, C.T. . Nutraceutical Science and Technology. CRC Press. 2005: 116–117. ISBN 978-1-4200-2811-9.

## 外部連結
- 维基共享资源上的相關多媒體資源：香蕉蛋糕